# Nenad Rajić
Nenad Rajić (Újvidék, 1982. december 28. –) szerb labdarúgó, kapus. A 2013–14-es idényben ligakupagyőztes volt a Diósgyőri VTK csapatával.

## Sikerei, díjai
Diósgyőri VTK
- Magyar ligakupa
  - győztes: 2013–14